# Heterogeomys lanius
Heterogeomys lanius és una espècie de mamífer rosegador de la família dels geòmids. És endèmic de Mèxic, on només se l'ha trobat en els vessants del sud-est del Pico de Orizaba, a una alçada de 1.300 msnm.